# Ladrillar (kommunhuvudort)
Ladrillar är en kommunhuvudort i Spanien.   Den ligger i provinsen Provincia de Cáceres och regionen Extremadura, i den centrala delen av landet, 210 km väster om huvudstaden Madrid. Ladrillar ligger 715 meter över havet och antalet invånare är 269.
Terrängen runt Ladrillar är lite bergig. Runt Ladrillar är det glesbefolkat, med 9 invånare per kvadratkilometer. Närmaste större samhälle är Nuñomoral, 6,8 km söder om Ladrillar. 